# Gifford Peaks
Gifford Peaks är en bergstopp i Antarktis. Den ligger i Västantarktis. Chile gör anspråk på området. Toppen på Gifford Peaks är 1 596 meter över havet.
Terrängen runt Gifford Peaks är kuperad österut, men västerut är den platt.  Trakten är obefolkad. Det finns inga samhällen i närheten. 